# Фемиста из Лампсака
Фемиста из Лампсака ( греч. Θεμίστη) была ученицей Эпикура в начале III века до нашей эры. Школа Эпикура была необычной для этого времени, поскольку позволяла посещать её женщинам, поэтому мы также слышим о Леонтии, которая посещала школу Эпикура примерно в то же время вместе с Батидой и некой Филистией.
Цицерон высмеивает Эпикура за то, что он написал «бесчисленные тома, восхваляющие Фемисту», вместо более достойных людей, таких как Мильтиад, Фемистокл или Эпаминонд. Известно, что Фемиста и Леонтей были женаты и назвали своего сына Эпикуром.